# Undisputed
| Críticas profissionais | Críticas profissionais |
| Avaliações da crítica  | Avaliações da crítica  |
| Fonte                  | Avaliação              |
| ---------------------- | ---------------------- |
| Allmusic               | [ 1 ]                  |
| Parlemagazine          | [ 2 ]                  |
| XXL                    | [ 3 ]                  |
| Critic Studio          | [ 4 ]                  |
| Rap Genius             | 76.5/100               |

Undisputed (antes chamado de Redemption of the Beast) é o sétimo álbum de estúdio do rapper americano DMX, foi lançado em 11 de Setembro de 2012 através da United Music and Media Group, agora uma divisão de Seven Arts Music. Seven Arts Entertainment, Inc. adquiriu todos os bens de United Music and Media Group em Janeiro de 2012.

## Lista de faixas
- Todas as canções compostas por DMX.

| N.º            | Título                                      | Compositor(es)                                                                         | Produtor(es)      | Duração |  |
| 1.             | "Lookin' Without Seein'" (Intro)            | Earl Simmons                                                                           | Elite             | 0:50    |  |
| 2.             | "What They Don't Know"                      | Earl Simmons, Kaseem Dean                                                              | Swizz Beatz       | 3:42    |  |
| 3.             | "Cold World" (featuring Adreena Mills)      | Earl Simmons, Damon Blackman, Nick Zesses, Dino Fekaris                                | Dame Grease, Snaz | 4:04    |  |
| 4.             | "I Don't Dance" (featuring MGK)             | Earl Simmons, Richard Colson Baker, Jonathan Rotem                                     | J.R. Rotem        | 3:30    |  |
| 5.             | "Sucka for Love" (featuring Dani Stevenson) | Earl Simmons, Darius Harrison                                                          | Deezle            | 4:10    |  |
| 6.             | "I Get Scared" (featuring Rachel Taylor)    | Earl Simmons, Damon Blackman                                                           | Dame Grease       | 3:55    |  |
| 7.             | "Slippin' Again"                            | Earl Simmons, Gertis Lamont McDowell                                                   | Bird              | 3:47    |  |
| 8.             | "Prayer" (Skit)                             | Earl Simmons                                                                           | X                 | 1:42    |  |
| 9.             | "I'm Back"                                  | Earl Simmons, Gertis Lamont McDowell, Leonard Caston, Jr., Pamela Sawyer, Frank Wilson | Bird              | 2:33    |  |
| 10.            | "Have You Eva"                              | Earl Simmons, Damon Blackman, Barry Eastmond, Jolyon Skinner                           | Dame Grease       | 3:44    |  |
| 11.            | "Get Your Money Up"                         | Earl Simmons                                                                           | Snaggs            | 2:21    |  |
| 12.            | "Head Up"                                   | Earl Simmons, Maurice White                                                            | Tronzilla         | 4:31    |  |
| 13.            | "Frankenstein"                              | Earl Simmons, Kannon Cross, Gregory Ford, Jr.                                          | Caviar, G'Sparkz  | 2:34    |  |
| 14.            | "Ya'll Don't Really Know"                   | Earl Simmons, Kaseem Dean                                                              | Swizz Beatz       | 2:38    |  |
| 15.            | "I Got Your Back" (featuring Kashmere)      | Earl Simmons, Kannon Cross, Gregory Ford, Jr.                                          | Caviar, G'Sparkz  | 3:15    |  |
| 16.            | "No Love" (featuring Adreena Mills)         | Earl Simmons, Damon Blackman, Barry White                                              | Dame Grease, Snaz | 3:20    |  |
| 17.            | "Already"                                   | Earl Simmons, Pat Gallo                                                                | Divine Bars       | 3:59    |  |
| Duração total: | Duração total:                              | Duração total:                                                                         | Duração total:    | 54:41   |  |

| Deluxe edition |                                       |                              |              |         |  |
| N.º            | Título                                | Compositor(es)               | Produtor(es) | Duração |  |
| 18.            | "Fire" (featuring Kashmere)           | Earl Simmons, Damon Blackman | Dame Grease  | 3:13    |  |
| 19.            | "Fuck U Bitch"                        | Earl Simmons                 | Elite        | 2:59    |  |
| 20.            | "Love That Bitch" (featuring Jannyce) | Earl Simmons, Pat Gallo      | Divine Bars  | 3:20    |  |